# Waker-uz-Zaman
Waker-uz-Zaman (bengali : ওয়াকার-উজ-জামান), né le 16 septembre 1966, est un général quatre étoiles de l'armée du Bangladesh et l'actuel chef d'état-major de l'Armée de terre (en) (CAS) de l'armée du Bangladesh depuis le 23 juin 2024,,.

## Biographie
Avant sa nomination au poste de CAS, il est chef de l'état-major général (CGS) de l'Armée de terre,,. Auparavant, il est 15e officier d'état-major principal (en) de la division des forces armées (en),.
À la suite de la démission de la Première ministre Sheikh Hasina le 5 août 2024 conséquemment à des manifestations majeures, Waker-uz-Zaman annonce former un gouvernement intérimaire.
Il est marié à Sarahnaz Kamalika Rahman, fille du général Mustafizur Rahman, ancien chef d'état-major de l'armée et oncle de Sheikh Hasina,.